# Tom Clancy's Splinter Cell: Blacklist Aftermath
Tom Clancy’s Splinter Cell: Blacklist Aftermath è il settimo romanzo di Tom Clancy’s Splinter Cell scritto da Peter Telep come collegamento al videogioco Tom Clancy’s Splinter Cell: Blacklist svillupato in gran parte dallo studio Ubisoft Toronto.

## Trama
Il miliardario Igor Kasperov possiede una società di software antivirus di successo nel mondo. Ma quando il Cremlino gli ordina di scatenare un catastrofico virus informatico contro gli Stati Uniti, è costretto a fuggire per la sua vita, quindi Sam Fisher e il Fourth Echelon sono incaricati di trovare Igor Kasperov prima che venga ucciso e di presentargli l'offerta di asilo politico del presidente degli Stati Uniti. 

## Il Protagonista
Sam Fisher è il primo agente scelto della Fourth Echelon. Costretto a vivere nella completa segretezza per ragioni di "lavoro", non può costruirsi più una vita privata dopo il primo matrimonio da cui è nata Sarah. È una vera e propria macchina da guerra, sa usare le armi più complicate - ad esempio il suo SC20K - come nessun altro, è esperto di arti marziali (Krav Maga) e soprattutto è dotato di uno specialissimo senso dell'humor che diverte per tutta la durata del libro.
Il suo più grande tesoro è la figlia, perché in fondo, sotto la "scorza" da duro, c'è un cuore tenero. Il suo lavoro preferito è il lavoro pulito, "senza vittime", ma questo non vuol dire che non abbia dimestichezza con le armi, al contrario, Sam Fisher è un vero duro.

## Altri Personaggi
- Anna "Grim" Grímsdóttir
- Charlie Cole
- Isaac Briggs
- Andriy Semyon Kobin
- Igor Kasperov
- Oliver "Ollie" Fenton
- President Patricia Linklater Caldwell
- President Treskayev
- Major Viktoria "Snegurochka/The Snow Maiden" Kolosov
- Mikhail "Kestrel" Andreyevitch Loskov
- Boris
- Oleg
- Travkin
- Vasily Yenin

## Edizione
Tom Clancy, Peter Telep, Tom Clancy Splinter Cell: Blacklist Aftermath, Berkley Books, Penguin Group, 2013, pp. 384, circa cap.40, ISBN 978-0425266304